# El Pimiental (Tabasco)
El Pimiental es una ranchería del municipio de Balancán ubicado en la subregión de los Ríos del estado mexicano de Tabasco.

## Geografía
La localidad se ubica a 22.6 kilómetros (en dirección sur) de la localidad de Balancán de Domínguez, la cabecera y lugar más poblado del municipio. Se sitúa en las coordenadas geográficas 18°00′27″N 91°30′13″O / 18.007500, -91.503611, a una elevación de 20 metros sobre el nivel del mar.

## Demografía
Según el Conteo de Población y Vivienda 2020, efectuado por el Instituto Nacional de Estadística y Geografía, la localidad de El Pimiental tiene 26 habitantes, de los cuales 16 son del sexo masculino y 10 del sexo femenino. Su tasa de fecundidad es de 3.43 hijos por mujer y tiene 5 viviendas particulares habitadas.
| Gráfica de evolución demográfica de El Pimiental entre 1990 y 2020 |
|                                                                    |
| INEGI.                                                             |